# Spider-Man: Qualen
Spider-Man: Qualen (Orig. Torment) ist ein Spider-Man-Special, das 1990 von Todd McFarlane gezeichnet und geschrieben wurde. Die Geschichte erschien in den Ausgaben Spider-Man 1–5.

## Handlung
Spider-Man freut sich seines Lebens, da alles gerade wirklich gut läuft. Er gesteht seiner Frau Mary-Jane, dass er sich manchmal auch langweile und nach einer richtigen Herausforderung sehne. Diese erscheint zur gleichen Zeit auch in Form der Echse, die sofort nacheinander sechs Menschen tötet. Spider-Man stöbert sie auf und kämpft gegen sie. Dabei merkt er, dass die Echse nun gar nichts Menschliches mehr an sich hat. Die Echse injiziert ihm mit ihren Krallen ein Gift, das ihn ganz benommen macht. Plötzlich sieht er Kraven, den Jäger, vor sich stehen, von dem er aber weiß, dass er Selbstmord begangen hat. Als er wieder zu sich kommt, sieht er, dass es eine Frau ist, welche die Echse mit Hilfe eines Zaubers kontrolliert. Obwohl Spider-Man gar nicht weiß, wer die Frau ist oder was sie will, kämpft er gegen die Echse. Im Fieberwahn wird er dazu gezwungen, sie mit einer Eisenkette zu erdrosseln. Das Haus, in das er von ihr verschleppt wurde, bricht zusammen, doch er kann sich retten und nach Hause schleppen. Kurz darauf erfährt er, dass niemand in dem zerstörten Haus gefunden wurde und der Leser sieht auf dem letzten Bild, dass die Echse überlebt hat.

## Hintergrund
Der Leser erfährt in diesem Bild nur wenig über diese neue Feindin. Ihr Name wird gar nicht erwähnt; in einer Rückblende wird nur gezeigt, dass sie von einer Insel in der Karibik stammt und einst in Kraven, den Jäger, verliebt war. Auch hatte sie zwei Menschen, darunter sogar ihre eigene Schwester getötet, um eine Voodoo-Hexe zu werden.

## Rekord
Die erste Ausgabe dieser Geschichte war mit 2,35 Millionen Stück laut Guinness-Buch der Rekorde 2007 die meistverkaufte Ausgabe eines Comic-Heftes.